# Beatriz Basto
Beatriz Basto, född 31 augusti 2001 i Matosinhos, Portugal, är en volleybollspelare (libero). Hon spelar i Portugals landslag och deltog med dem i  EM 2019.
På klubbnivå spelar hon för Leixões SC sedan 2016.